# Manchecourt
Manchecourt ist eine Ortschaft und eine ehemalige französische Gemeinde mit 716 Einwohnern (Stand: 2015) im äußersten Norden des Départements Loiret in der Region Centre-Val de Loire. Sie gehörte zum Arrondissement Pithiviers und zum Kanton Malesherbes.
Mit Wirkung vom 1. Januar 2016 wurde Manchecourt mit den früheren Gemeinden Coudray, Labrosse, Mainvilliers, Malesherbes, Nangeville und Orveau-Bellesauve zur Commune nouvelle Le Malesherbois zusammengelegt und hat seither in der neuen Gemeinde den Status einer Commune déléguée.
Nachbarorte sind Césarville-Dossainville im Nordwesten, Orveau-Bellesauve im Norden, Coudray im Nordosten, Labrosse im Osten, Briarres-sur-Essonne im Südosten, Aulnay-la-Rivière im Süden und Ramoulu im Südwesten. 

## Bevölkerungsentwicklung
| Jahr      | 1962 | 1968 | 1975 | 1982 | 1990 | 1999 | 2008 | 2015 |
| --------- | ---- | ---- | ---- | ---- | ---- | ---- | ---- | ---- |
| Einwohner | 455  | 431  | 417  | 391  | 562  | 588  | 636  | 716  |

## Sehenswürdigkeiten
Der Obelisk bei Manchecourt wurde 1748 errichtet und kennzeichnet den Meridian. Seit 1916 ist das Bauwerk als Monument historique ausgewiesen.

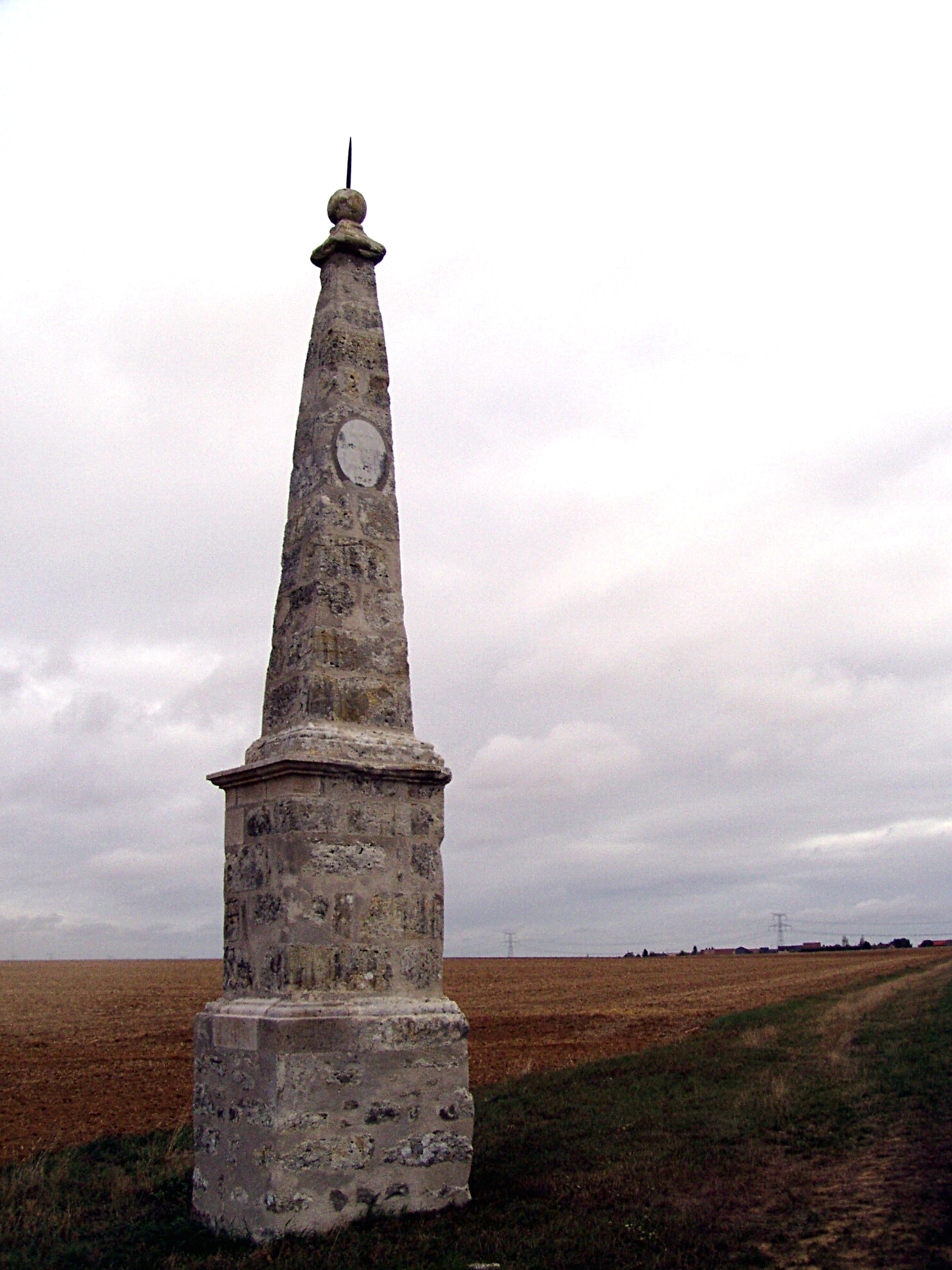
Obelisk